# クローム・メタリック
「クローム・メタリック」は藤井尚之の3枚目のシングル。1988年12月27日にポニーキャニオンよりリリースされた。

## 解説
同日にセカンド・アルバム『BLOW SESSION』がリリースされた。本作は音楽プロデューサーに土屋昌巳を迎えた。本作から6年5ヵ月の間、ソロ・シングル曲がリリースされなかった。

## 収録曲
1. クローム・メタリック
  - 作詞：松本隆　作曲：藤井尚之　編曲：土屋昌巳
2. MEGA SAX MACHINE（Instrumental）
  - 作曲・編曲：藤井尚之・土屋昌巳